# High-bandwidth Digital Content Protection
High-bandwidth Digital Content Protection (HDCP) ist ein von Intel im Jahre 2003 entwickeltes Verschlüsselungssystem, das für die Schnittstellen DVI, HDMI und DisplayPort zur geschützten Übertragung von Audio- und Video-Daten vorgesehen ist. HDCP soll in Europa für HDTV Standard werden. Auch bei Blu-ray Disc bzw. HD DVD kommt HDCP zum Einsatz. Mit HDCP soll das Abgreifen des Video- und Audiomaterials innerhalb der Verbindung zwischen Sender und Empfänger verhindert werden. Fordert das abspielende Gerät (Sender, z. B. SAT-Receiver oder DVD-Player) eine HDCP-Verbindung, muss die wiedergebende Komponente (Empfänger, z. B. TV-Gerät, Beamer) ebenfalls HDCP unterstützen, um das Video darstellen zu können. Falls die wiedergebende Komponente HDCP nicht unterstützt oder keine digitale Verbindung besteht, kann die Wiedergabe eingeschränkt (z. B. in geringer Auflösung) oder ganz unterbunden werden. Genaugenommen wird die Forderung nach HDCP-Verschlüsselung nicht vom abspielenden Gerät selbst erhoben, sondern diesem vom wiederzugebenden Medium bzw. den wiederzugebenden Inhalten mitgeteilt (Ausnahme: DVD-Abspielgeräte, hier ist die Forderung nach HDCP Bestandteil der DVD-Lizenz). Ein HDCP-fähiger HDTV-Sat-Receiver etwa wird HDCP nur dann aktivieren, wenn der eingestellte Sender dies gerade verlangt.
HDCP-Geräte, von denen die zuständigen Gremien annehmen, dass sie „korrumpiert“ wurden, können in ihrer HDCP-Funktionalität stillgelegt werden, indem die Schlüssel der entsprechenden HDCP-Chips gesperrt werden. Ein ähnlicher Mechanismus war für den Kopierschutz CSS vorgesehen, konnte dort aber eine Aushebelung des Algorithmus nicht verhindern.
Zum Kopierschutz wird HDCP dadurch, dass die Lizenz das Speichern bzw. Aufzeichnen von „geschützten“ (= HDCP-verschlüsselten) Inhalten außer zu Zwecken der Signalverarbeitung (Deinterlacing etc.) verbietet, und außerdem dadurch, dass eventuell parallel vorhandene analoge Signalausgänge in ihrer Signalqualität auf Anforderung vermindert oder ganz abgeschaltet werden müssen.
Im September 2010 wurde der Hauptschlüssel („Master-Key“) von HDCP bekannt, mit dem neue Schlüssel generiert werden können. Damit lässt sich der Kopierschutz aushebeln. Zunächst war dafür der Bau eines Chips mit integriertem Master-Key notwendig, einige Jahre später wurde jedoch klar, dass dies auch ohne spezielle Hardware machbar war. Die Echtheit des Schlüssels wurde von Intel bestätigt. Schwarzkopierer hingegen nutzen stattdessen oft Lücken im Kopierschutz AACS.

## Technik
HDCP basiert auf einer Verschlüsselung und kryptografischen Verfahren, um die Authentizität eines Verbindungspartners zu überprüfen. Jedes HDCP-konforme Gerät hat laut Spezifikation 40 Schlüssel gespeichert, die eine Länge von 56 Bit aufweisen. Zum Aufbau einer verschlüsselten Verbindung tauschen beide Komponenten am Anfang der Verbindung ihre IDs aus und verständigen sich auf einen Einmalschlüssel für die weitere Kommunikation mit Hilfe des Blom-Verfahrens. Fortan verläuft die restliche Verbindung mittels eines eigens entworfenen Verschlüsselungsverfahrens. Welcher der 40 Schlüssel der beiden Geräte jeweils verwendet wird, wird ausgehandelt, auch wann z. B. die Schlüssel gewechselt werden. Die Schlüssel selbst werden niemals im Klartext übertragen.
Der eigentliche Kopierschutz kommt erst dadurch zustande, dass der Hersteller eines Gerätes dieses von der Digital Content Protection LLC zertifizieren lassen muss. In den Bestimmungen für die Lizenzierung stehen die Bedingungen, zu denen auch gehört, dass HDCP-verschlüsselte Inhalte nicht aufgezeichnet werden dürfen. HDCP ist somit eine „Einbahnstraße“: Ist ein Bildsignal erst einmal HDCP-verschlüsselt, darf es von keinem HDCP-lizenzierten Gerät mehr aufgezeichnet werden.
Damit nicht jedes einzelne Gerät zertifiziert werden muss, gibt es für die Serienherstellung Regeln, nach denen z. B. die Chiphersteller den Verkauf der passenden Decoderchips (für den Empfänger) kontrollieren und diese nur an vertrauenswürdige Partner veräußern dürfen. Als Anforderung für vertrauenswürdige Decoder-Kunden gilt z. B., dass die hergestellten Abspielgeräte keine Punkte (auch innerhalb des Gerätes) zum Abgriff des unverschlüsselten Signals bieten dürfen. Außerdem sollen die Abspielgeräte in Zukunft über Widerrufslisten (engl. Revocation List) verfügen, mit denen unzulässige Decoder-IDs abgelehnt werden sollen.
Für die HD DVD ist derzeit eine zentrale Zulassungsstelle für HD-DVD-Medien im Gespräch, um zu garantieren, dass auf verkauften HD DVDs immer die aktuelle Widerrufsliste gespeichert ist, die das Abspielgerät auslesen und an den HDCP-Encoder übergeben kann. DVD-Wiedergabegeräte können zurzeit noch keine Widerrufsdaten ausgeben, da die DVD-Spezifikationen keine direkten Ansteuermöglichkeiten für diese HDCP-spezifischen Steuerpakete bereithält.
Über die Sperrung von HDCP-Geräten soll verhindert werden, dass über „missbräuchlich“ in Umlauf gebrachte Decoder-Chips, deren IDs zurückverfolgt werden konnten, die Daten auch zukünftig abgespielt werden oder dass Geräte, bei denen mittels Manipulationen die entschlüsselten Bildsignale zugänglich gemacht wurden, weiter für das Erstellen von unlizenzierten Kopien verwendet werden können.
Die Firma Spatz hatte zwei Decoder-Boxen in den Verkauf gebracht, die HDCP-verschlüsselte DVI-Signale in unverschlüsselte DVI-Signale oder in VGA wandeln. Spatz hatte nach Angaben der Computerzeitschrift c’t die Oberflächen der Decoderchips abgeschliffen, um eine Rekonstruktion der Quelle für diese Chips zu verhindern. Trotzdem bleibt abzuwarten, ob diese früher oder später in einer Widerrufsliste der Contentindustrie stehen. Inzwischen hat die Firma Spatz nach Klageandrohung den Verkauf der Wandler eingestellt.
Die bei HDCP verwendete Verschlüsselung ist ebenso wie das Autorisierungsverfahren Teil der öffentlich zugänglichen Spezifikation, die von der Digital Content Protection LLC zu erhalten ist. Lediglich die für die Autorisierung verwendeten Schlüssel ebenso wie die individuellen, für die Seriengeräte verwendeten Schlüssel sind geheim. Aufgrund der wegen der hohen Bandbreite geringen Schlüssellänge und der (theoretisch) in jedem Gerät anderen Bestückung mit Schlüsseln ist anzunehmen, dass eine Anzahl von ca. 40 mit verschiedenen Schlüsselsätzen bestückter Geräte zusammen mit einem definierten (z. B. schwarzen) Bildinhalt ausreichen würde, um die geheimen Schlüssel zu identifizieren. Wegen der Rechtslage in den USA nach Einführung des DMCA, der am 28. Oktober 1998 dort eingeführt wurde, hat es aber bisher kein Wissenschaftler gewagt, diese Behauptung zu überprüfen.
Allerdings ist dabei zu bedenken, dass HDCP und DVI mit einer Datenrate von bis zu 1,6 Gbit/s (1080p) Daten übermitteln. Pro Minute fallen also nach Abzug der Steuer- und Kontrolldaten grob geschätzt etwa 6 Gbyte an Nutzdaten an. Ein Abgreifen an dieser Stelle scheint also auch rein technisch nicht trivial, daher ist die Bedeutung der gesicherten Datenübertragung zwischen Wiedergabegerät und Bildschirm für einen funktionierenden Kopierschutz im Grunde nicht so ausschlaggebend, wie er von der Industrie oft hingestellt wird. Viel gravierender ist die Einschränkung innerhalb der HDCP-Spezifikationen, dass ein Ausgabegerät parallel zu einem HDCP-Ausgang analoge Videosignale nicht besser als in SD (Standard Definition)-Qualität (für USA und Japan NTSC, für den Rest der Welt PAL) ausgeben darf. Damit wird verhindert, dass Geräte wie z. B. HD-DVD- oder Blu-ray-Disc-Abspielgeräte überhaupt aufzeichenbare analoge HDTV-Signale ausgeben können.

### Veröffentlichung des Master-Keys
Am 14. September 2010 wurde auf dem Technologie-Blog Engadget ein Artikel veröffentlicht, welcher die Veröffentlichung eines echten HDCP-Master-Keys bekanntgab. Es ist bisher nicht klar, wer den Schlüssel veröffentlichte und wie er gefunden wurde. Die Veröffentlichung wurde initial über Twitter bekanntgegeben und verlinkt auf einen Pastebin-Text, der Anweisungen für die Verwendung des Schlüssels enthält. Der Schlüssel ist eine 40×40-Matrix, deren Elemente 56-Bit-Zahlen sind.
Obwohl HDCP-Geräte ihre eigenen Schlüsselpaare haben, die zurückgezogen werden können, sollten sie veröffentlicht werden, bedeutet die Veröffentlichung des Hauptschlüssels („Master Key“), dass neue gültige Schlüssel generiert werden können. Dies könnte nur verhindert werden, indem der HDCP-Master-Key geändert wird. Dass es dazu kommt, ist extrem unwahrscheinlich, weil dies alle diejenigen Abspielgeräte, Beamer, Set-Top-Boxen, Fernseher und weitere HDMI-Geräte unbrauchbar machen würde, die keine Aktualisierungsfunktion für ihr Schlüsselpaar haben.
Ursprünglich wurde angenommen, der Hauptschlüssel ließe sich nur mit speziell dafür gefertigter Hardware zum Entschlüsseln des Datenstroms nutzen, inzwischen sind jedoch verschiedene Verfahren veröffentlicht worden, bei denen relativ einfache und kostengünstige Hardware zum Einsatz kommt.

### Kopierschutz erstmals geknackt
Im August 2015 gab der Streamingprovider Netflix, der die HDCP-Technik zur Verschlüsselung seiner 4K-Inhalte verwendet, bekannt, dass dieser erstmals umgangen wurde und so eine 18 GB (2160p50) große Pilotfolge von Breaking Bad auf verschiedene Torrentseiten gelangt ist.

## Kritik
HDCP ist nicht nur ein Kopierschutz, sondern verhindert auch die bloße Wiedergabe von Inhalten auf nicht lizenzierten Geräten, unabhängig davon, ob diese in der Lage sind, Aufzeichnungen oder Kopien der dargestellten Inhalte anzufertigen, oder nicht.
Da es anscheinend einen weiten Interpretationsspielraum für die Implementation von HDCP gibt, bedeutet das Vorhandensein eines HDCP-Ausgangs am abspielenden Gerät und eines HDCP-Eingangs am Bildschirm noch nicht zwangsläufig, dass auch ein Bild erscheint. Für den Kunden stellt sich dann die Frage, ob das abspielende oder das darstellende Gerät für die Fehlfunktionen verantwortlich ist. Ursache für dieses Versagen von HDCP dürfte die Struktur des darunter liegenden DVI sein: Neben einer gegenüber Störungen sehr unanfälligen, aber nur in einer Richtung (Bilddaten) laufenden Kommunikation per TMDS erfolgt ein weiterer Teil der Kommunikation bidirektional (Handshakes) per I²C, ist dabei aber weder durch differentielle Leitungen noch durch Prüfzeichen gesichert.
HDCP selbst legt in seinen Zertifizierungsrichtlinien teilweise sehr enge Beschränkungen auf „ungeschützte“, das heißt z. B. analoge Ausgänge für Bild und Ton: Diese Einschränkungen gehen z. T. über das hinaus, was die Geräte wie z. B. DVD-Spieler aufgrund ihrer eigenen Rechtemanagement-Systeme bieten dürfen. Welche der Einschränkungen dann letzten Endes zur Geltung kommt, ist anscheinend Interpretationssache: HD-DVD-Player werden zu Beginn auch mit analogen Komponentenausgängen erscheinen, diese dürften aber bei aktiviertem HDCP gar nicht mehr mit Signalen bedient werden, und gleiches gilt für Tonausgabe: Einen 5.1-Dekoder dürfte es laut HDCP-Spezifikationen an keinem handelsüblichen DVD-Player mit DVI-Ausgang geben, es wäre sogar nur die Ausgabe von Matrix-kodiertem Stereoton erlaubt.

## HDCP im Einsatz

### HDCP in DVD-Spielern
Da die Normen für DVD-Spieler anfangs eine rein analoge Signalausgabe per PAL oder NTSC vorsahen und sich erst später im PC-Bereich der DVI-Ausgang etablierte, bestand etwa ab 2000 Nachholbedarf für eine digitale Bildausgabe an DVD-Playern. Die entsprechenden Normen für die DVD-Spieler wurden dann dahingehend geändert, dass ein digitaler Ausgang erlaubt wurde. Dieser musste als DVI-Stecker ausgeführt sein, aber HDCP beherrschen. Der DVD selbst fehlen aber Steuerinformationen, um HDCP zu aktivieren oder nicht (das Vorhandensein von CSS alleine reicht dafür nicht, und anscheinend macht auch die DVD-Norm keine Aussagen darüber, wann genau der Schutz aktiviert werden muss). Außerdem können keine Sperrlisten an den Geräteausgang übertragen werden. Viele DVD-Player-Hersteller erlauben bei ihren Geräten zudem das Abschalten von HDCP, und teilweise wird ein Dummy-HDCP betrieben, das bei Feststellen eines inkompatiblen Endgerätes die Verschlüsselung ganz abschaltet.

### HDCP in Blu-ray-Disc- und HD-DVD-Spielern
Für das bei der HD DVD und Blu-ray Disc verwendete AACS ist für eine regelkonforme Bildausgabe in hoher Qualität ein kopiergeschützter Ausgang nötig. Entsprechende Grafikkarten und Chipsätze mit HDCP-geschützter HDMI- oder DVI-Schnittstelle sind seit 2006 auf dem Markt.

### HDCP in Fernsehgeräten
Am 19. Januar 2005 verkündete der Industrieverband EICTA (European Industry Association for Information Systems) unter anderem HDCP als eine der vorausgesetzten Komponenten für das „HD ready“-Label von hochauflösenden (Fernseh-)Bildschirmen.

### HDCP und digitales Fernsehen

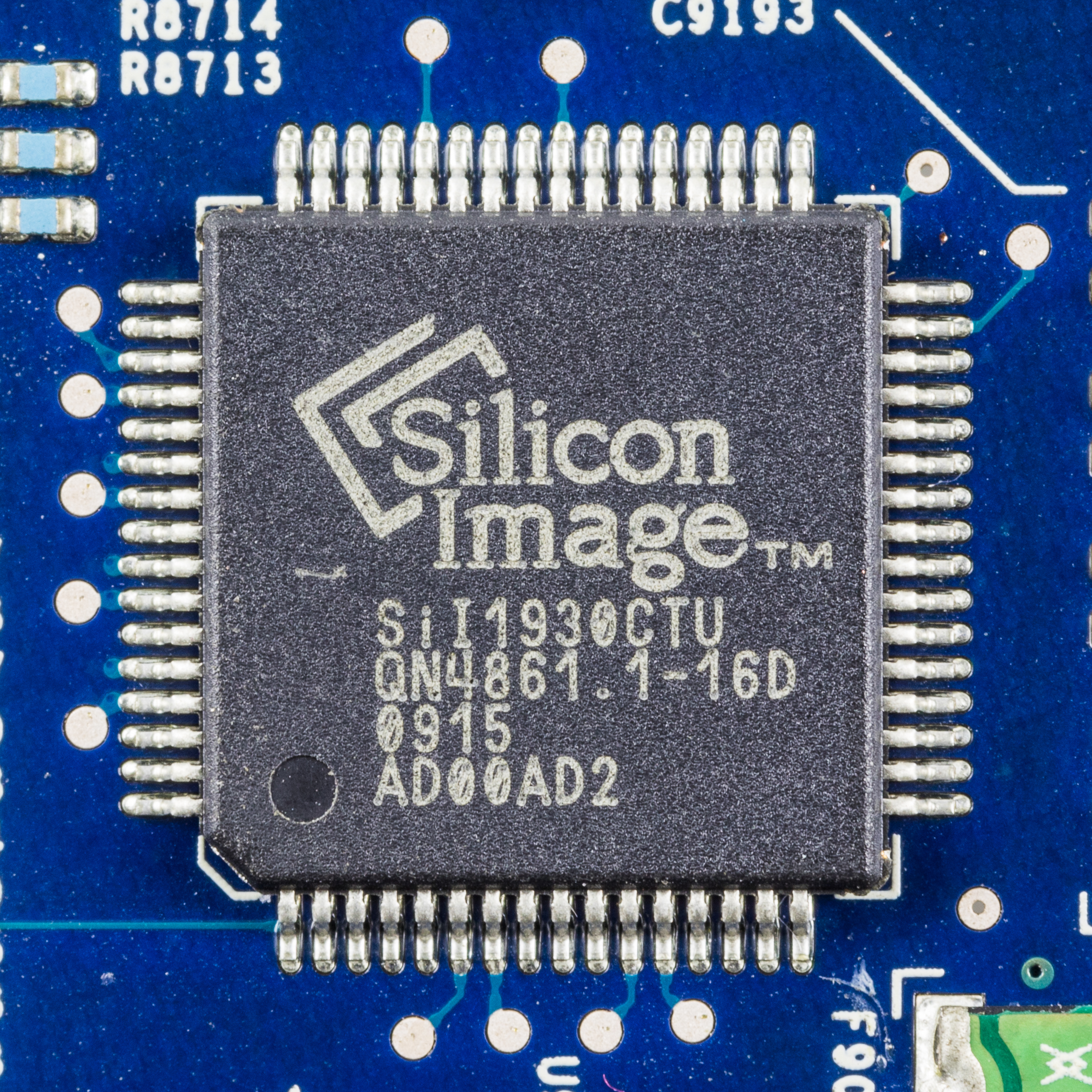
Ein HDCP-Transmitter-Chip von Silicon Image in einem Apple-TV-Gerät

Digitale Fernsehsender können bei der Ausstrahlung ein HDCP-Steuersignal mitsenden. Wenn der empfangende Digitalreceiver dieses unterstützt, gibt er den Datenstrom nur verschlüsselt über seinen HDMI-Ausgang aus. Die Auswertung des Steuersignals ist optional (die HDMI-Spezifikation schreibt die Verwendung von HDCP nicht zwingend vor); der Receiver kann den Datenstrom daher auch unverschlüsselt ausgeben.
In der Praxis werten aber trotzdem die allermeisten Receiver mit HDMI-Ausgang das HDCP-Steuersignal korrekt aus. Der Grund hierfür dürfte darin liegen, dass die Hersteller ihre Geräte durch Pay-TV-Anbieter zertifizieren lassen. Die Anbieter gestatten in der Regel über ihre AGB den Empfang ihrer Programme nur mit derartig zertifizierten Receivern. Dieses Geschäft möchte man vermutlich nicht durch den Verkauf von Geräten gefährden, die den Wünschen der Anbieter zuwiderlaufen.

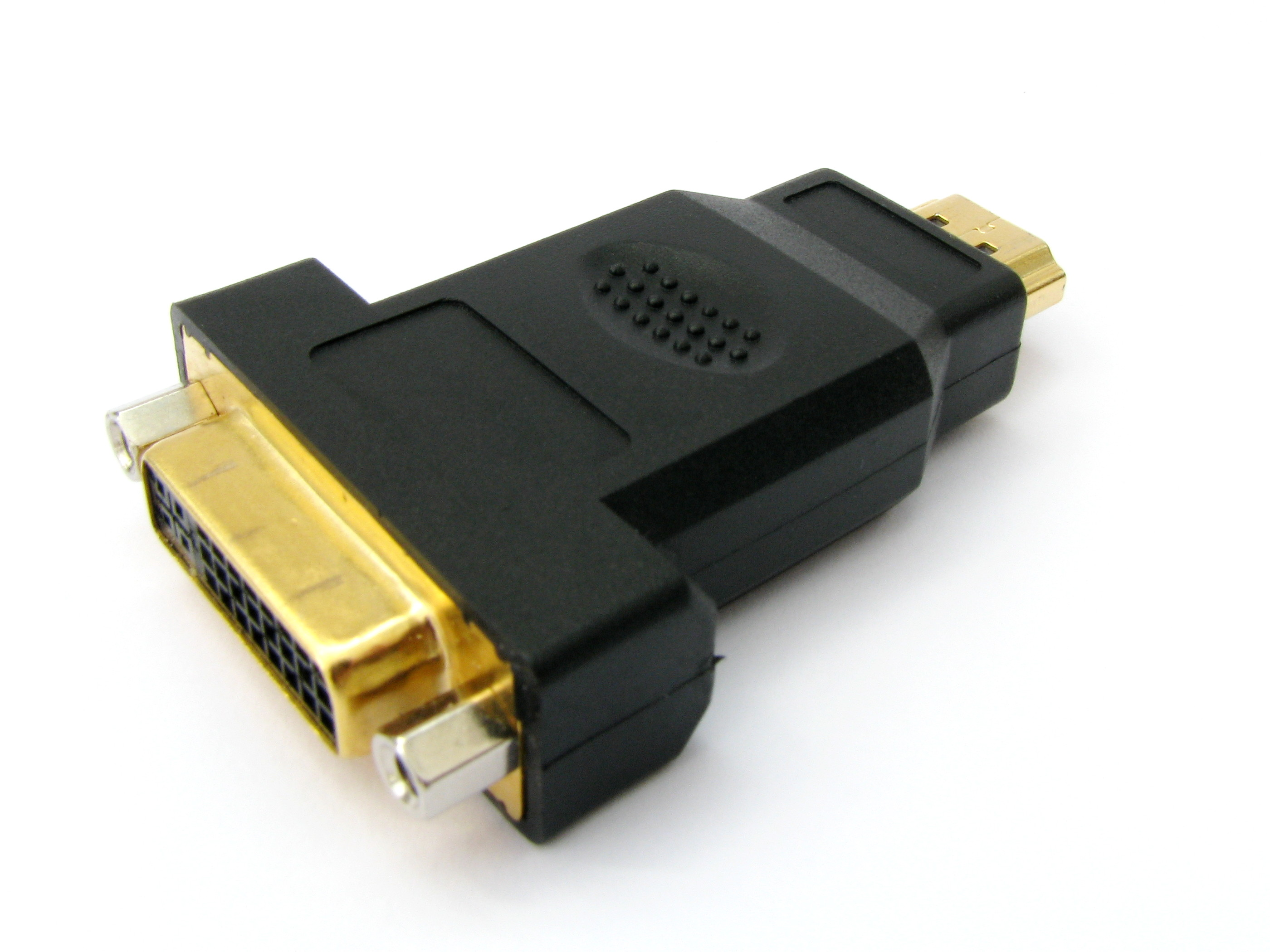
Ein DVI-HDMI-Adapter

Nur wenige Geräte von Herstellern, die auf die Zertifizierung durch Pay-TV-Anbieter verzichten, werten das Steuersignal nicht aus. Ein Beispiel hierfür sind die Dreambox-Modelle DM800 und DM8000, die zudem statt der HDMI-DVI-Ausgänge verwenden, um die Lizenzierung und die damit verbundenen Kosten für die Verwendung einer HDMI-Schnittstelle zu sparen. Technisch ist dies kein Nachteil, da DVI-D 24-5 und HDMI elektrisch identisch sind. Auch eine Audioausgabe über DVI ist möglich und wird bei den oben genannten Dreambox-Modellen auch genutzt. Unter Verwendung eines DVI-HDMI-Adapters kann ein solches Gerät an jedes Gerät mit HDMI-Eingang angeschlossen werden.
Von einer Grundverschlüsselung eines ganzen Fernsehübertragungsweges (z. B. eines digitalen Kabelanschlusses) oder der Verschlüsselung von einzelnen Pay-TV-Sendern, zu deren Entschlüsselung eine Smartcard benötigt wird, ist HDCP völlig unabhängig. Ein verschlüsselter Pay-TV-Sender kann, ebenso wie ein nicht verschlüsselter Free-TV-Sender, mit oder ohne HDCP-Steuersignal gesendet werden.

### Probleme bei Premiere
Das im Januar 2006 vom Bezahlsender Premiere offiziell vorgestellte Premiere HD setzt zum Empfang DVB-S2-Receiver mit einem HDCP-fähigen digitalen Bildausgang voraus. Bei Start des Kanalangebots wurde nur der Filmkanal mit aktiviertem HDCP gesendet; allerdings traten bei 20 Prozent der Kunden Fehler bei der Bildausgabe auf, die durch den Kopierschutz verursacht wurden. Der Betrieb mit AV-Receivern, die HDMI-Ein/Ausgänge besitzen, um das Bildsignal mehrerer Komponenten wie DVD-Player und SAT- oder Kabel-Receiver auf einen Bildschirm auszugeben, war auch nach Firmware-Korrekturen der Receiver nicht möglich. Unklar ist derzeit noch, ob der Mechanismus, per Broadcast-Flag das HDCP ein- und auszuschalten, Teil der Spezifikationen von DVB-S2 ist oder lediglich für „Premiere HD“-taugliche Receiver vom Sender vorgeschrieben wird. Für ersteres spricht, dass bereits im Mai 2006 andere deutsche HD-Sender (z. B. Anixe HD) damit begonnen haben, mit aktiviertem Broadcast-Flag auszustrahlen.